# オープン・データ・センター・アライアンス
Open Data Center Allianceは、 クラウドコンピューティングの標準の開発を調整するIntelの支援を得て、2010年10月に設立されたクラウドコンピューティング向けの相互運用可能なソリューションとサービスを開発している主要なIT組織のコンソーシアムである。  
500億ドル以上のIT支出を占める約100社が、 BMW 、 ロイヤルダッチシェル 、 マリオットホテルなどのアライアンスに参加した。 「アライアンスのクラウド2015ビジョンは、ハードウェアとソフトウェアの分野で共通の標準が定められる連合クラウドを作成することを目的としている。」 

## 使用モデルロードマップ
組織は、オープンで業界標準のマルチベンダー方式で開発されたソリューションの必要性が高まっていると考えており、19の優先使用モデルを特徴とする使用モデルロードマップを作成した。 使用モデルは、データセンターとクラウドソリューションの詳細な要件を提供し、テクノロジーの展開の要件を説明する詳細な技術ドキュメントを含む。 
ロードマップの開発をさらに進めるために、運営委員会は、インフラストラクチャ、管理、規制とエコシステム、セキュリティ、およびサービスの分野で5つの初期技術ワークグループを設立した。 
組織は、2010年10月にOpen Data Center Allianceテクニカルワークグループに0.50の使用モデルロードマップを提供し、2011年6月にパブリックで使用するための完全な1.0ロードマップを提供した 。 

## 会員
運営委員会は、 BMW 、 Capgemini 、 China Life 、 China Unicom Group 、 Deutsche Bank 、 JPMorgan Chase 、 Lockheed Martin 、 Marriott International、Inc. 、 National Australia Bank 、 Royal Dutch Shell 、 Terremark 、 UBSで構成されている。 その他のメンバーには、 AT＆T 、 CERN 、 eBay 、 Logica 、 Motorola Mobility Inc. 、 Nokiaなどがある。 
「IT組織への要求は非常に驚異的な速度で来ており、今日互いに開発されていない、多種多様なソリューションが開発されている。 1つの声と1つのロードマップが必要である。そのため、企業がここの製造業者に製品を開発するために何をすべきかについて明確なビジョンを示すことができる。」 
ZDNetのラリーディグナン氏は、「この提携がどれほど成功するかは定かではないが、少なくとも、クラウドの相互運用性にスポットライトを当てている。 